# Thecla cornae
Thecla cornae är en fjärilsart som beskrevs av Druce 1907. Thecla cornae ingår i släktet Thecla och familjen juvelvingar. Inga underarter finns listade i Catalogue of Life.